# Ærkebiskop Eskil
Ærkebiskop Eskil af Lund (ca. 1100 til 1181).
Eskil var søn af Christiern Svensen og tilhørte den magtfulde jyske stormandsslægt Thrugotsønnerne. Thrugotsønnerne kæmpede i det 12. århundrede med Hvideslægten (hvortil den senere ærkebiskop Absalon hørte) om kongemagten i Danmark. Eskil blev i sin ungdom af sine forældre sendt til Hildesheim i Sachsen for at studere – målet var en gejstlig karriere. Han vendte tilbage til Danmark omkring 1130, og blev ansat som domprovst ved domkirken i Lund, hvor hans farbror Asser var ærkebiskop. Efter slaget ved Fodevig i 1134, hvor Erik Emune dræbte det andet danske kongsemne, Magnus Nielsen (Svend Estridsens barnebarn), blev Eskil på foranledning af Erik Emune biskop i Roskilde. 
Freden mellem Eskil og den nykårede konge Erik Emune holdt dog kun kort, idet Eskil sammen med stormanden Peder Bodilsen indledte et oprør på Sjælland. I første omgang blev Erik Emune fordrevet fra Sjælland; men i det lange løb kunne Eskil og Peter Bodilsen ikke hamle op med kongen, og Eskil blev tvunget til at betale bod. Der har været adskillige spekulationer om grunden til oprøret, og det diskuteres stadig.
Efter Assers død i 1137 overtog Eskil ærkebispestolen efter stridigheder med kongemagten. Det skete med støtte fra Peder Bodilsen. Eskil besad posten som ærkebiskop i 40 år og var en markant forkæmper for de gregorianske kirkeidealer. Håndhævelsen af dem kastede ham til tider ud i stridigheder med bl.a. Valdemar 1. den Store; men Eskil valgte at gå på kompromis om kirkens (og sine egne) interesser og ambitioner. Fokuseringen på kirkens interesser bragte Eskil til tops i hierarkiet inden for den europæiske gejstlighed. Han plejede omgang med pave Alexander 3. og Bernhard af Clairvaux. I sin embedstid var Eskil væk fra Danmark i 11-12 år i bl.a. Jerusalem og Sydfrankrig.
Han valgte at trække sig tilbage fra ærkebispesædet i 1177, og det blev derpå overdraget til Absalon, der ganske ekstraordinært kom til at besidde både ærkesædet i Lund og bispestolen i Roskilde. Efter sin abdikation trak Eskil sig tilbage til det navnkundige cistercienserkloster i Clairvaux, hvor han blev munk. Eskil døde i 1181 og blev begravet tæt ved alteret i klosterkirken i Clairvaux. I Clairvaux mindes han hvert år den 7. september, mens han i Lund mindes den 6. september.
| Foregående: Peder | Biskop i Roskilde 1134-1137 | Efterfølgende: Ricco/Rike |
| Foregående: Asser | Biskop i Lund 1137-1177     | Efterfølgende: Absalon    |